# Campeonato Mundial de Esgrima de 1925
O Campeonato Mundial de Esgrima de 1925 foi a 4ª edição do torneio organizado pela Federação Internacional de Esgrima (FIE) de forma não oficial. O evento foi realizado em Ostende, Bélgica. 

## Resultados
Masculino
| Evento           | Ouro                  | Prata                   | Bronze                      |
| Sabre individual | Hungria · János Garay | Hungria · Jenő Uhlyárik | Hungria · Attila Petschauer |

## Quadro de medalhas
País sede
| Ordem | País    | Medalha de ouro | Medalha de prata | Medalha de bronze |   |
| ----- | ------- | --------------- | ---------------- | ----------------- | - |
| 1     | Hungria | 1               | 1                | 1                 | 3 |
| TOTAL | TOTAL   | 1               | 1                | 1                 | 3 |